# Tramway de Santa Teresa
Le tramway de Santa Teresa est le réseau de tramways reliant le quartier de Santa Teresa au centre-ville de Rio de Janeiro, au Brésil. Ouvert en 1875, il est l'un des plus anciens tramways du monde, et fut le seul tramway urbain au Brésil pendant de longues années[réf. nécessaire].
Ce réseau est indépendant de celui du tramway de Rio de Janeiro (VLT) inauguré en juin 2016 en vue des Jeux olympiques d'été de 2016.

## Histoire
Le tramway est tiré par des chevaux jusqu'en 1891, quand la ligne est électrifiée et son écartement est élargi à 1 110 mm.
Le matériel roulant en service est de fabrication brésilienne.
Le 28 août 2011, le convoi déraille et dérape sur 50 mètres avant de s'écraser contre un lampadaire. L'accident fait cinq morts et au moins 27 blessés. Le conducteur Nelson Correa da Silva, est l'une des victimes mortelles. Les réparations du tramway commencent en 2013, deux ans après l'accident. Le service est rétabli partiellement en 2015 après plusieurs mois de travaux et essais,. En 2016, quelques mois avant le début des Jeux Olympiques, la restauration des voies est interrompue. En 2019, 14 nouvelles rames fabriquées par T'Trans sont intégrées à la flotte du tramway de Santa Teresa.

## Réseau actuel
Le réseau est composé de deux lignes.
- La ligne 1 parcourt 6 kilomètres, et relie le Largo da Carioca (dans le centre-ville) au Morro Dois Irmãos. Elle emprunte notamment l'ancien aqueduc de la Carioca, haut de 45 mètres.
- La ligne 2 parcourt 3,7 kilomètres, et relie le Largo da Carioca à Paula Matos. Deux-tiers de son parcours est commun avec la ligne 1.